# Avelin
Avelin – miejscowość i gmina we Francji, w regionie Hauts-de-France, w departamencie Nord.
Według danych na rok 1990 gminę zamieszkiwało 2317 osób, a gęstość zaludnienia wynosiła 168 osób/km² (wśród 1549 gmin regionu Nord-Pas-de-Calais Avelin plasuje się na 330. miejscu pod względem liczby ludności, natomiast pod względem powierzchni na miejscu 152.).